# Aroche
Aroche – gmina w Hiszpanii, w prowincji Huelva, w Andaluzji, o powierzchni 498,44 km². W 2011 roku gmina liczyła 3258 mieszkańców.